# Pterolophia pseudapicata
Pterolophia pseudapicata là một loài bọ cánh cứng trong họ Cerambycidae.